# Електроосушення ґрунтів

Рис. 1. Установка для електроосушення:
1 — голкофільтр; 2 — катод; 3 — анод; 4 — труба (стрижень); 5 — напрям переміщення води; 6 — джерело постійного струму

Електроосушення ґрунтів (електроосмотичне водозниження) — зменшення вологості ґрунтів, один з протипливунних заходів.
Обладнання, необхідне для проведення електроосушення, складається з легкої голкофільтрової установки, джерела постійного струму з напругою 60 В (може бути електрозварювальний агрегат), комплекту труб або стрижнів. Принципова схема установки показана на рис. 1. Електроосушення основується на тому, що вода, в тому числі зв'язана, переміщується від анода до катода. У зв'язку з переміщенням раніше зв'язаної води пористість ґрунту зростає і як наслідок — підвищується його водопроникність. Одночасно в ґрунті відбуваються явища електрофорезу, внаслідок чого в зоні катода накопичуються важкорозчинні солі, котрі цементують ґрунт.
Міцність ґрунту при цих заходах підвищується. Встановлено, що властивості, одержані ґрунтом, зберігаються. Після осушення ґрунтів їх розроблення в котловані відбувається звичайним способом.